# Одностатеві шлюби в Бельгії
Станом на 1 червня 2003 року, Бельгія стала другою країною в світі, що легалізувала одностатевий шлюб, після Нідерландів. "Статутне співжиття", відкрите для будь-яких двох спільно проживаючих осіб, також можлива з 1 січня 2000 року.

## Історія
Наприкінці 1990-х, організації за права геїв в Бельгії лобіювали легалізацію одностатевих шлюбів. Бельгійське громадянське право не явно вимагало, щоб дві людини бути протилежної статі, щоб мати можливість одружитися, так як це вважалося само собою зрозумілим. Законопроєкт у в 1990-х роках сенаторів Фламандського блоку, запропонував щоб додати це як явну вимогу.
У 1995 році законопроєкт був внесений до Парламенту для забезпечення правової основи «співіснування угод». Це було головним чином призначено, як відповідь на зниження рівня шлюбності, а не давати право на одностатеві шлюби. У 1998 році законопроєкт був змінений на «норматив співжиття» і, нарешті, відбулося голосування. Палата представників схвалила його на 98 (проти 10) голосів при тому, що 32 утрималися і Сенатом 39 (проти 8) голосування з 19 утрималися. Закон від 23 листопада 1998 дає обмежені права зареєстрованим одностатевим і різностатевим парам, під назвою «V-bis» за встановленим співжиттям в бельгійському Цивільного кодексу і по внесенню змін до деяких положень бельгійського цивільного коду та бельгійського Судового кодексу. Однак, бути парою не є обов'язковою вимогою, щоб зробити заяву про статутне співжиття; родичі можуть зробити те ж саме. Закон було правомірно опубліковано 12 січня 1999 року, але ще не набрав чинності.

### Уряд Верхофстадту
Передвиборні програми в «Соціалістична Партія Андерса» (фламандські соціал-демократи), Agalev(Фламандські Зелені) і  VLD (фламандські ліберали) на виборах 13 червня 1999 року включали мету легалізувати одностатеві шлюби. Оновлені Верхофстадт і Уряд були сформовані, як особливі, що складаються з коаліції ліберальних, соціалістичних і зелених партій і виключені довго-домінуючі християнські демократи, які програли вибори у зв'язку з Dioxin Affair. Коаліційна угода включено "реалізує повну юридичну схему партнерства", а також "негайно робить, щоб Закон від 23 листопада 1998 року набрав чинності", що не було зроблено раніше. Королівський указ, підписаний 14 грудня, і опублікований 23 грудня 1999 року прийняв Закон статутного співжиття, яке набуло чинності 1 січня 2000 року.
У 1999 році Партія Соціалістів (Бельгія) (франкомовних соціал-демократів) і Ecolo (франкомовних зелених) також оголосили, що вони згодні узаконити одностатеві шлюби. В той момент, єдиним учасник в уряді, що залишився проти одностатевих шлюбів була франкомовна ліберальна Ліберально-реформістська партія (PRL)(пізніше об'єднані в Рух Реформаторів (MR), в основному тому, що вона виступає проти прийняття нових прав для одностатевих пар. ПРП погодилася не блокувати одностатеві шлюби, якщо права з усиновлення будуть виключені. Як перші після Нідерландів нові закони були подані на 1 квітня 2001 року у Бельгії, в основному під керівництвом міністра Магди Аелвоет (Agalev), і почали розглядати його. У червні Кабінет міністрів офіційно затвердив дозвіл шлюбів для одностатевих пар. У вересні, пост-опозиційна партія CD&V (фламандські християнські демократи) погодилися підтримати законопроєкт. 30 листопада 2001 року, проте, Державна рада дала негативний юридичний висновок щодо законопроєкту, заявивши, що "шлюб визначається як союз чоловіка і жінки". ЛГБТ-організації та урядові міністри піддали критиці цю думку і заявили, що продовжуватимуть створення законодавства.
Урядовий законопроєкт був знятий, а в травні 2002 року законопроєкт був внесений як законопроєкт «Рядового члена» (який не вимагає думки від Державної ради) в Сенат Жаннін Ледюк (VLD), Філіп Махоукс (PS), Філіп Монфілс (Реформаторський рух), Міріам Ванлербергх (SP.A-Spirit), Марі Надь (Ecolo) і Франс Лозіе (Agalev). Як міністр Аелвоет пішла у відставку 28 серпня 2002 року і вибори повинні були відбутися у червні 2003 року, доля законопроєкту лишилася неясною. Проте, законопроєкт був прийнятий в Сенаті 28 листопада 2002 року, з 46 голосами, проти 15 (і 4 утрималися) і 30 січня 2003 року законопроєкт був прийнятий в Палаті представників - 91 голосів до 22 (і 9 утрималися). У фламандських лібералів і демократів, Християнській народній партії, (франкомовна) Соціалістичній партії, (Фламандській)  SP, Ecolo, партії зелених і Народному союзі голосували взагалі на користь законопроєкту, проти декількох, що утрималися і є винятком, тоді як фламандський блок і Національний фронт проголосували проти, Християнсько-соціальна партія проголосувала проти з декількома, що утрималися і реформаторський рух голосував роздільно.
Король Альберт II підписав і оприлюднив законопроєкт 13 лютого 2003 року і 28 лютого він був опублікований в офіційно і набрав чинності вже 1 червня.
Перший пункт статті 143 бельгійського Цивільного кодексу (том I, розділ V, глава I) тепер говорить:
* Голландською мовою: Een huwelijk kan worden aangegaan door twee personen van verschillend of van hetzelfde geslacht.
* Французькою мовою: Deux personnes de sexe différent ou de même sexe peuvent contracter mariage.
(Дві людини різної статі або тієї ж статі можуть вступати в шлюб.)
У жовтні 2004 року Арбітражний суд, тепер відомий як Конституційний, суд відхилив спробу супротивників одностатевих шлюбів, щоб мати висновок, що ніби-то закон був визнаний неконституційним. Головні інстанції постановили, що запобігання одностатевим шлюбам - це теж саме, що порушення принципу рівності у Конституції.

### Наступні зміни
Спочатку, Бельгія дозволяла шлюби іноземних одностатевих пар, тільки якщо їх країна походження також дозволила такі самі шлюби. Законодавство прийняте в жовтні 2004 року, проте, допускало будь-яку пару на шлюб в Бельгію, якщо хоча б один з подружжя жив в країні протягом як мінімум трьох місяців.
Шлюбний закон не дозволяв одностатеві прийняття одностатевих партнерів, і як новонароджені в одностатевому шлюбі не мають приналежності, що одностатевий чоловік біологічного батька не має можливості стати юридичним батьком (наприклад після смерті біологічного батька, або при розлученні, якщо дитина захоче бути з іншим батьком). Пропозицію дозволити прийняти це було схвалено 77 проти 62 (7 утрималися) по Палаті представників на 1 грудня 2005 року, і 34 проти 33 (2 утрималися) Сенатом 20 квітня 2006 року. Він отримав королівську санкцію 18 травня 2006 року і вступив до чинності 30 червня 2006 року.
Юридична нерівність у порівнянні з гетеросексуальними парами ще існувала у відношенні до дітей: чоловік біологічної матері автоматично юридично визнаний батьком (за статтею 135 Цивільного кодексу), але це було не так в одностатевих парах для дружини матері. Щоб бути визнаним як співматір'ю, їй довелося б завершити процедуру усиновлення. Це доводиться на переважній більшості випадків прийняття в Бельгії. Уряд Еліо ді Рупо обіцяв це виправити, і в 2014 році, як і Нідерланди, де нещодавно пройшло аналогічне законодавство, ЛГБТ-організації чинили тиск на уряд через їхню обіцянку. Згодом законодавці запрацювали, щоб домовитися з вирішення. Законопроєкт з цією метою був схвалений Сенатом 3 квітня 2014 року на 48 голосів проти 2 (один утримався), і Палатою представників 23 квітня на 114 голосів проти 10 (один утримався). Законопроєкт отримав королівську санкцію до 5 травня.
З цією зміною, жіночі одностатеві пари мають рівні права з гетеросексуальними парами: спів-матір у шлюбі з матір'ю автоматично розпізнається як мати, і партнер, що складається в шлюбі може офіційно визнати дитину в цивільному реєстрі. Аналогічне рішення для чоловіків одностатевих пар не було погоджено, у зв'язку з полемікою навколо сурогатного материнства.

## Статистика

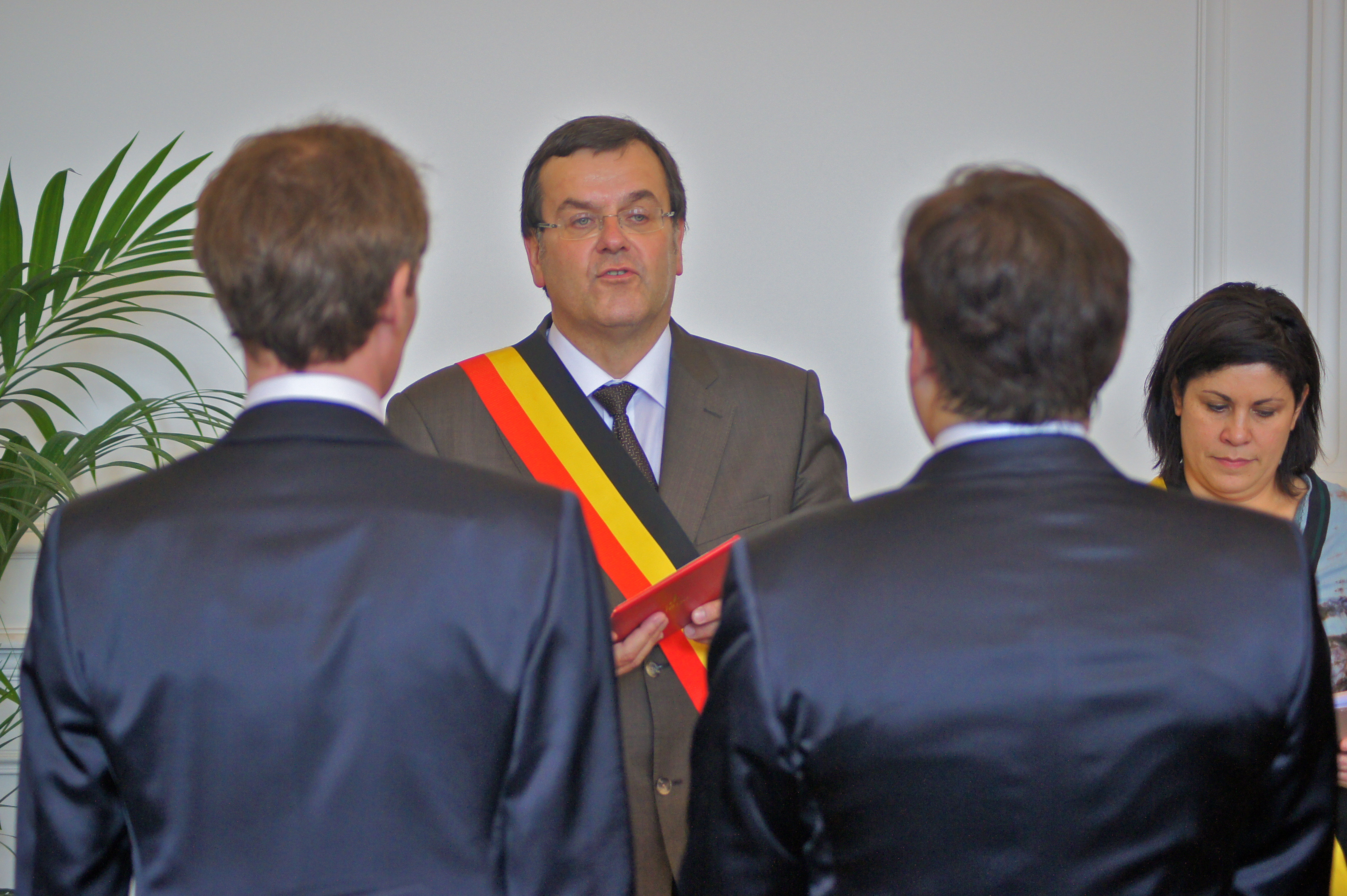
Мер Льєжа, Віллі Демер, робить весілля для гей-пари

Згідно Бельгійському Офіційному журналу, близько 300 одностатевих пар одружилися в період з червня 2003 року по квітень 2004 року (245 в 2003 році і 55 у 2004 році). Це склало 1,2 відсотка від загального числа шлюбів в Бельгії протягом цього періоду. Дві третини пар були чоловіки і одна третина жінок. 22 липня 2005 року бельгійський уряд оголосив, що в загальній складності 2442 одностатевих шлюби відбулося в країні з розширенням прав шлюбу два роки тому. У наступній таблиці наводяться дані про кількість людей в шлюбі в одностатевих шлюбах:
| Рік  | Чоловіки | Жінки | Разом |
| ---- | -------- | ----- | ----- |
| 2004 | 1244     | 894   | 2138  |
| 2005 | 1160     | 894   | 2054  |
| 2006 | 1191     | 1057  | 2248  |
| 2007 | 1189     | 1111  | 2300  |
| 2008 | 1148     | 1035  | 2183  |
| 2009 | 1133     | 894   | 2027  |
| 2010 | 1062     | 1102  | 2164  |

## Громадська думка
У 2006 році «Eurobarometer» виявили, що 62 % бельгійських респондентів вважають, що одностатеві шлюби повинні бути дозволені у Європі.
В ході опитування, «Delta Lloyd Life» у 2008 році, виявило, що 76 % бельгійців прийнятно ставляться до одностатевих шлюбів і 46 % бельгійців думають, що одностатеві пари можуть виховувати дітей так само, як і різностатеві пари.
У травні 2013 року опитування «Ipsos» показало, що 67 % респондентів висловилися на користь одностатевих шлюбів і ще 12 % підтримали іншу форму визнання одностатевих пар.
Згідно з опитуванням «IFOP», проведеного в травні 2013 року, 71 % бельгійців підтримують дозвіл одностатевим парам на шлюб і всиновлення дітей.